# ماري بوردن
ماري بوردن (بالإنجليزية: Mary Borden)‏ (1886، شيكاغو في الولايات المتحدة - 1968، ورفيلد في المملكة المتحدة)؛ كاتِبة، كاتبة سيناريو وروائية أمريكية.

## روابط خارجية
- ماري بوردن على موقع IMDb (الإنجليزية)
- ماري بوردن على موقع قاعدة بيانات الفيلم (الإنجليزية)